# Jaurrieta
Jaurrieta är en kommun i Spanien.   Den ligger i provinsen Provincia de Navarra och regionen Navarra, i den nordöstra delen av landet, 300 km nordost om huvudstaden Madrid. Antalet invånare är 218. Arean är 31 kvadratkilometer. Jaurrieta gränsar till Abaurrepea/Abaurrea Baja och Abaurregaina/Abaurrea Alta. 
Terrängen i Jaurrieta är kuperad åt nordost, men åt sydväst är den platt.